# Sadovi (Tiumén)
|  | Per a altres significats, vegeu «Sadovi». |

Sadovi (en rus: Садовый) és un poble (possiólok) de l'óblast de Tiumén, a Rússia, que en el cens del 2010 tenia 11 habitants.